# Dimitrana Ivanova
Dimitrana Ivanova, apellido de soltera Petrova (en búlgaro: Димитрана Иванова, 1 de febrero de 1881 – 29 de mayo de 1960), fue una reformista educativa, sufragista y activista de los derechos de las mujeres búlgara. Presidió la Unión de Mujeres Búlgaras de 1926 a 1944.

## Educación
Hija de un comerciante en Ruse, fue educada en el colegio e instituto locales para chicas. En Bulgaria, se permitía a las mujeres escuchar conferencias en la Universidad de Sofía desde 1896, pero no pudieron ser alumnas normales allí hasta 1901, e incluso entonces era difícil, cuando los institutos para chicas ofrecían sólo seis de los siete grados secundarios requeridos para la admisión universitaria. Dimitrana Ivanova fue rechazada para una plaza para estudiar Derecho en Sofía por esa razón, pero se convirtió en la primera mujer que estudió Educación y Filosofía en la Universidad de Zürich. Cuando regresó a Bulgaria en 1900, fue empleada como profesora, prácticamente la única profesión abierta a las mujeres en la época (a pesar de que hasta 1904 estaba prohibida para las mujeres casadas). En 1914, se casó con el profesor Donchu Ivanov, pero continuó su vida profesional. En 1921, solicitó estudiar en la Facultad de Derecho de la Universidad de Sofía, y finalmente se lo permitieron, graduándose en 1927.

## Sufragio femenino
En 1926, sucedió a Iulia Malinova como presidenta de la principal organización de derechos de las mujeres, la Unión de Mujeres Búlgaras, fundada en 1901. De 1935 a 40, fue miembro de la junta directiva de la Alianza Internacional de Mujeres. Se convirtió en una conocida figura polémica en los debates públicos y era frecuentemente caricaturizada en la prensa. Durante su tiempo como presidenta, dos asuntos recibieron mucha atención: el permiso para las mujeres para ejercer Derecho, lo cual se veía como una cuestión simbólica importante en tanto al derecho de las mujeres para entrar en otras profesiones de la misma clase; y el derecho al sufragio de las mujeres. Las mujeres búlgaras obtuvieron un derecho condicional para votar en 1937, pero no podían presentarse a las elecciones ellas mismas si eran viudas, casadas o divorciadas.
Ivanova fue arrestada tras la toma comunista de Bulgaria en 1944, cuando todas las organizaciones cívicas "burguesas" fueron abolidas. Fue liberada por la intervención de uno de sus contactos en el movimiento comunista en 1945.